# St. Maria im Tal (Untereglfing)

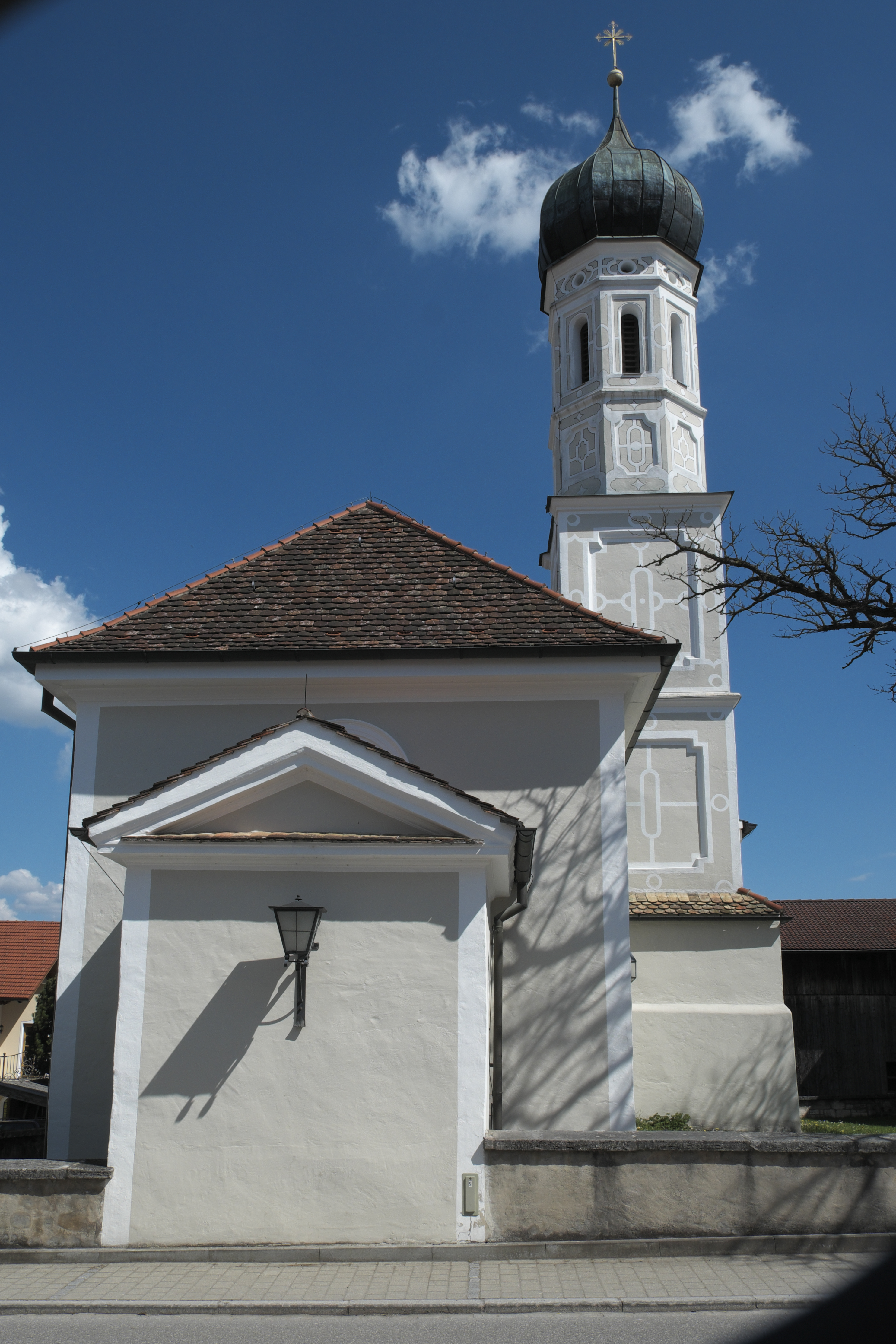
St. Maria im Tal in Untereglfing

Die römisch-katholische Filialkirche St. Maria im Tal steht in Untereglfing, einem Gemeindeteil von Eglfing im oberbayerischen Landkreis Weilheim-Schongau. Sie ist in der Liste der Baudenkmäler in Eglfing unter der Nr. D-1-90-121-12 eingetragen. Die Kirche gehört zum Dekanat Weilheim-Schongau im Bistum Augsburg.

## Beschreibung
Die gotische Saalkirche wurde im 17. und 18. Jahrhundert barock verändert. Sie besteht aus dem Langhaus, dem eingezogenen, dreiseitig geschlossenen Chor im Osten, der Sakristei an der Südwand des Chors und dem Kirchturm auf quadratischem Grundriss in der Südwestecke von Langhaus und Sakristei. Der Turm mit achteckigen Obergeschossen ist mit einer Zwiebelhaube bedeckt. Ein Vorbau an der Fassade im Westen des Langhauses enthält das Portal.
Das Langhaus ist mit einer Flachdecke überspannt, der Chor mit einem Netzgewölbe. Die Deckenmalerei des Langhauses stellt die Himmelfahrt Mariens dar. Der Hochaltar vom Ende des 17. Jahrhunderts wird von den Skulpturen der Katharina von Alexandrien und der Barbara von Nikomedien flankiert.